# یاماموتو تسونه‌تومو
یاماموتو تسونه‌تومو (Yamamoto Tsunetomo 山本 常朝) (یاماموتو جوچو Yamamoto Jōchō نیز خوانده می‌شود)، (۱۱ ژوئن ۱۶۵۹–۳۰ نوامبر ۱۷۱۹) یک سامورایی در ساگا واقع در ولایت هیزن تحت حکمرانی امیرش نابه‌شیما میتسوشیگه بود.
کتاب هاگاکوره، بر اساس مجموعه شرح‌هایی نوشته شده‌است که تسوراموتو تاشیرو، آن‌ها را در گفتگوهایی که با تسونه‌تومو در سال‌های ۱۷۰۹ تا ۱۷۱۶ داشته، گردآوری کرده‌است.

## زندگی‌نامه
دو سال از امیری نابه‌شیما میتسوشیگه گذشته بود که یاماموتو تسونه‌تومو در روز یازدهم ماه ژوئن ۱۶۵۹ به دنیا آمد. پدر وی، «یاماموتو جینمون»، مردی با خصوصیات غیرعادی بود (او هفتاد و یک ساله بود که تسونه‌تومو به دنیا آمد) و در ملازمت دو امیر قبلی، نابه‌شیما نائوشیگه و نابه‌شیما کاتسوشیگه، خدمت کرده بود. او ظاهراً بر این باور بود که پسر آخرش سربار خانواده است و اگر مداخلهٔ رهبر گروه وی نبود که تسونه‌تومو را پذیرفت و در خانواده خویش بزرگ گرد، جینمون وی را به نمک‌فروشی دوره‌گرد می‌داد. در کتاب هاگاکوره خصوصیات جینمون به خوبی تشریح شده‌است، اما در مورد مادر تسونه‌تومو تقریباً هیچ چیز نمی‌دانیم جز اینکه نام خانوادگی وی «مائدا» بوده‌است و زمانی که تسونه‌تومو به سن ۴۱ سالگی رسید، مادرش هنوز زنده بوده‌است.
تسونه‌تومو کودکی ناخوش‌احوال بود و در کتاب می‌گوید که پزشکان پیش‌بینی کرده بودند تا ۲۰ سالگی بیشتر زنده نخواهد ماند؛ اما، او علی‌رغم وضعیت شکننده‌اش، دوام آورد و به عنوان خدمت‌گزار در امارت امیر میتسوشیگه پذیرفته شد. تسونه‌تومو تمام عمر خویش را وفادار به میتسوشیگه باقی ماند. ظاهراً میتسوشیگه تحت تأثیر استعداد ادبی تسونه‌تومو قرار گرفته بود؛ چون او را به فراگیری ادبیات تشویق نمود و هر دو تحت تعالیم مردی فاضل به نام «کوراناگا ریهای» قرار گرفتند و همین فرد بود که به تسونه‌تومو پیشنهاد کرد که جانشین وی شود. اما، خدمتگزار جوان بیشتر مایل به همبازی شدن با پسر میتسوشیگه، تسوناشیگه بود و از این رو خیلی زود از کار برکنار شد.
در سال‌های بعدی هیچ اتفاق خاصی برای تسونه‌تومو روی نداد و زمانی که به سن بیست سالگی رسید، هنوز به منصبی رسمی نرسیده بود. گفته شده‌است که در این مقطع فردی به وی هشدار داد که از چهره او زیرکی بیش از اندازه می‌بارد و وی را نهیب داد که میتسوشیگه چنین چهره‌ای را دوست ندارد. تسونه‌تومو می‌گوید از آن پس یک سال تلاش کردم تا این عیب را برطرف سازم و هر روز در آینه به خود می‌نگریستم. در همین زمان‌ها بود که تسونه‌تومو به کلی از به دست آوردن منصبی به عنوان مرید و ملازم امیر ناامید گشت و با مردی آشنا شد که تأثیر عمیقی بر زندگی‌اش گذاشت. این مرد راهبی از فرقهٔ ذن بودیسم بود و «تانن» (۱۶۸۰–؟) نام داشت؛ مردی بزرگوار با اراده‌ای بی پایان، که از مقام خود به عنوان راهب اعظم معبد بزرگ نابه‌شیما میتسوشیگه در اعتراض به حکم مرگ راهبی دیگر، استعفا داده بود و هنگامی که به معبد فرا خوانده شد، از بازگشت خودداری کرد. در ژاپن ذن بودیسم و ساموراییها، از قرن سیزدهم، و آن زمان که نایب‌السلطنه‌های «خاندان هوجو» دریافتند که سرزندگی این مکتب و پشت پا زدن آن به زندگی درس‌های بسیاری برای جنگجو دارد، در ارتباطی تنگاتنگ با یکدیگر بودند. دیدگاه خود تانن در خصوص ارتباط میان ذن و جنگجو را می‌توان در آن بخش از کتاب هاگاکوره مشاهده کرد که او اعلام می‌کند، مسائل مذهبی برای پیرمردان است و اگر سامورایی‌های جوان به فراگیری بودیسم روی آورند، تنها برایشان فاجعه به بار خواهد آورد نه چیز دیگر؛ زیرا در این حالت سامورایی به جهان و کار آن برمبنای دو دسته ارزش‌های متفاوت خواهد نگریست. نکتهٔ قابل توجه در این خصوص آن است که تانن معتقد بود، تسونه‌تومو اصول را خیلی زود و پس از دوره آموزشی کوتاهی فرا گرفته‌است.
مرد دیگری که در این دوره و نیز بعدها تأثیر قابل توجهی بر تسونه‌تومو گذاشت، فاضلی از مکتب کنفوسیوس، به نام ایشیدا ایتای بود که در ساگا به خاطر صداقت و خلوص خود شهره همگان بود. ایتای، مشاور و رایزن کاتسوشیگه و میتسوشیگه بود و یک بار نیز به خاطر مخالفتش با رأی امیر، هشت سال را در تبعید گذرانده بود. احتمالاً اعتقاد شدید تسونه‌تومو به وفاداری نسبت به امیر تا اندازه زیادی ناشی از آموزه‌های این مرد است و بالاخره، از میان مردان دیگری که بر تسونه‌تومو تأثیر گذاشتند، برادرزادهٔ او «یاماموتو گوروزائمون» است. وی در واقع ارشد تسونه‌تومو بود و به پایمردی همین فرد بود که عاقبت به تسونه‌توموی جوان کار ساده‌ای در دستگاه امیر دادند. اما تسونه‌توموی جوان از آنچه سرنوشت برایش به ارمغان آورده بود دل خوشی نداشت و تلاش بسیار کرد تا به یک سامورایی خوب بدل شود. بالاخره، او در سال ۱۶۸۶، برای دبیری دیوان به ادو فرا خوانده شد. متأسفانه، سال بعد، گوروزائمون تقصیر آتش‌سوزی بزرگ آن سال را برعهده گرفت و از سمت خود استعفا داد. به دنبال او تسونه‌توموی جوان نیز به ناچار استعفا داد.
بعدها، تسونه‌تومو دوباره به خدمت میتسوشیگه مشغول شد و کارهای دیوانی مختلفی را برعهده گرفت که عمدتاً با شعر و نویسندگی ارتباط داشت. تسونه‌تومو خود می‌گوید که آرزوی بزرگ او همیشه آن بوده که در کهنسالی، مشاور اعظم یا وزیر دستگاه شود و بدین‌سان امیر خود را به راستی خدمت کند. اما این آرزو هیچ‌گاه برآورده نشد. در سال ۱۶۹۵، میتسوشیگه در سن شصت و سه سالگی از سمت خود، شاید به دلیل ناخوشی، استعفا داد. میتسوشیگه در تمام زندگی در اشتیاق خواندن کتابی کمیاب از اشعار و تعالیم منظوم به نام «کوکی دنجو» بود، اما آن را نمی‌یافت؛ اکنون زمان آن فرا رسیده بود. تسونه‌تومو همهٔ تلاش خود را برای یافتن این کتاب به خرج دهد. در روز اول ماه مه سال ۱۷۰۰، تسونه‌تومو، در حالی که کتاب را پیدا کرده بود، از کیوتو به خانه بازگشت. یک راست بر بستر امیر بیمار خود رفته و کتاب را به وی تقدیم کرد. دو هفته بعد در روز شانزدهم ماه مه سال ۱۷۰۰، نابه‌شیما میتسوشیگه، سومین امیر منطقه‌ای که اکنون به استان ساگا معروف است، در سن ۶۹ سالگی درگذشت. دشوار است تصور میزان تأثر تسونه‌تومو پس از مرگ امیر محبوب خویش. شاید اگر خودکشی آیینی پس از مرگ امیر از سوی خود امیر و یک سال بعد از سوی حکومت شوگون ممنوع نشده بود، تسونه‌تومو بنا به سنت جونشی یا همان خودکشی آیینی، تن خویش را می‌درید. اما اینک می‌دید که وفاداری بزرگ‌تر در پیروی از فرمان امیر خویش است و نه پیروی از سرنوشت وی.
بدین سان، یاماموتو تسونه‌تومو در سن چهل و دو سالگی سر خویش تراشید و به کسوت کاهنی بودایی درآمد. آن تابستان وی به عزلتگاهی کوچک در مکانی به نام کوروتسوچیبارو، که در دوازده کیلومتری شمال قلعهٔ ساگا واقع بود کوچ کرد و در آنجا سال‌ها در انزوا زیست. همسرش نیز به راهبهای بدل شد. تسونه‌تومو، در ۲۰ سال خدمت خویش در دستگاه امیر هیچ کار خاصی انجام نداد که در تاریخ ژاپن نامی از آن برده شود و امروزه نیز نام او برای عموم ژاپنی‌ها ناشناخته است. واقعیت آن است که وی هیچ‌گاه در هیچ نبردی جامهٔ رزم بر تن نپوشید و ارزش‌هایی که مدافع آن‌ها بود، در واقع متعلق به دوره‌ای تقریباً یکصد سال قبل از او بود. اما شگفت‌انگیز است که کلمات وی امروز برای ما این‌سان نافذ و عمیق به نظر می‌رسند.
در سال ۱۷۱۰ سامورایی جوانی به نام تاشیرو تسوراموتو که بنا به دلایل نامعلومی یک سال پیش از آن از خدمت خود به عنوان کاتب مرخص شده بود، با تسونه‌تومو آشنا شد. مصاحبت آن‌ها ۷ سال دوام یافت، و در دهم سپتامبر ۱۷۱۶، گفته‌های یاماموتو، آن گونه که تسوراموتو آنها را ثبت کرده بود، در قالب کتابی درآمد و نام هاگاکوره را بر آن نهادند، کلمه‌ای که هم به معنای پوشیده با برگ‌ها، و هم به معنای برگ‌های پوشیده است. سه سال بعد یاماموتو در سن ۶۱ سالگی درگذشت.